# Relics
| Recensione    | Giudizio |
| ------------- | -------- |
| AllMusic      |          |
| Rolling Stone |          |

Relics (A Bizarre Collection of Antiques & Curios) è una raccolta del gruppo musicale britannico Pink Floyd pubblicata per la prima volta nel Regno Unito nel 1971..

## Storia
La pubblicazione di questo album fu decisa dalla EMI dopo il successo dell'album precedente, Atom Heart Mother, in attesa che il gruppo completasse quello nuovo che verrà poi pubblicato poco dopo questa raccolta, sempre nel 1971. La casa discografica era preoccupata che la band fosse andata in studio, per registrare quello che sarebbe diventato Meddle, senza delle canzoni o idee, iniziando le composizioni da zero e decise di pubblicare un album a prezzo economico sull'etichetta Starline.

## Brani
La raccolta contiene sia brani pubblicati come 45 giri tra il 1967 e il 1968, come i primi due singoli di successo dell'era Barrett, Arnold Layne e See Emily Play, e poi altri come Paint Box e Julia Dream, assieme ad altri brani invece già contenuti nei primi tre album della band senza alcuna modifica o remixaggio (The Piper at the Gates of Dawn, A Saucerful of Secrets e More) e contiene un solo inedito, la versione in studio di Biding My Time, brano fino ad allora eseguito solo dal vivo come parte di una doppia suite inedita intitolata The Man and the Journey, registrata nel 1969 e pubblicata qui per la prima volta.
Nel 2021 ne è stata pubblicata una nuova versione rimasterizzata.

## Copertina
La copertina dell'album fu disegnata dal batterista Nick Mason e ritrae un immaginario macchinario composto da differenti strumenti musicali (canne d'organo, trombe, tamburi, piatti e altro) uniti assieme da fantasiosi elementi architettonici. Per la copertina della versione rimasterizzata su CD dell'album, Storm Thorgerson realizzò e fotografò un modello tridimensionale, riproduzione del disegno originale, che è poi stato conservato da Mason.
La prima edizione pubblicata nel nord America e in Australia presentava una copertina differente raffigurante una maschera con quattro occhi.

## Tracce
Lato A
1. Arnold Layne – 2:52 (Barrett)
2. Interstellar Overdrive – 9:38 (Barrett, Wright, Waters, Mason)
3. See Emily Play – 2:54 (Barrett)
4. Remember a Day – 4:28 (Wright)
5. Paint Box – 3:53 (Wright)

Lato B
1. Julia Dream – 2:37 (Waters)
2. Careful with That Axe, Eugene – 5:40 (Wright, Waters, Gilmour, Mason)
3. Cirrus Minor – 5:13 (Waters)
4. The Nile Song – 3:20 (Waters)
5. Biding My Time – 5:16 (Waters)
6. Bike – 3:21 (Barrett)

## Formazione
Gruppo
- Syd Barrett – chitarra e voce in Arnold Layne, See Emily Play, Interstellar Overdrive e Bike
- Roger Waters - basso e voce
- David Gilmour - chitarra e voce
- Richard Wright - tastiere, organo, piano, sintetizzatore e voce, trombone in Biding My Time
- Nick Mason - batteria, percussioni

Altri musicisti
- Norman Smith – batteria e cori in Remember a Day
- James Guthrie – supervisore della masterizzazione
- Doug Sax – rimasterizzazione